# Havdrup Kirke
Havdrup Kirke ligger i Gammel Havdrup i Solrød Kommune

## Kirkebygningen
- Havdrup Kirke (beliggende i Gammel Havdrup)
- Tårn